# Liste der costa-ricanischen Botschafter in der Schweiz
Die Botschaft befindet sich in der Marktgasse 51, in Bern.
Die Botschafterin in Bern ist regelmäßig auch bei der Regierungen in Moskau, Warschau sowie Liechtenstein akkreditiert.
| Agrément / Ernennung / Akkreditierung | Botschafter                   | Bemerkungen                             | ernannt von                       | akkreditiert bei | Posten verlassen |
| ------------------------------------- | ----------------------------- | --------------------------------------- | --------------------------------- | ---------------- | ---------------- |
| 1879                                  | Conde José Tombesi del Poggio |                                         | Tomás Guardia Gutierrez           | Bernhard Hammer  | 1882             |
| 1957                                  | Fernando Escalante Pradilla   | Ministre plénipotentiaire, non resident | José Figueres Ferrer              | Hans Streuli     | 1959             |
| 1975                                  | Mercedes Pinto González       |                                         | Daniel Oduber Quirós              | Pierre Graber    | 1978             |
| 1979                                  | Antonio Cañas iraeta          | non resident                            | Rodrigo Carazo Odio               | Hans Hürlimann   | 1981             |
| 1986                                  | Eduardo Jenkins Dobles        |                                         | Óscar Arias Sánchez               | Alphons Egli     | 1987             |
| 1987                                  | Enrique Obregón Valverde      |                                         | Óscar Arias Sánchez               | Pierre Aubert    | 1988             |
| 1988                                  | Carlos Darío Angulo Zeledón   |                                         | Óscar Arias Sánchez               | Otto Stich       | 1990             |
| 1994                                  | Janina del Vecchio Ugalde     |                                         | José María Figueres Olsen         | Otto Stich       | 1998             |
| 1999                                  | Isabel Montero de la Cámara   |                                         | Miguel Angel Rodríguez Echeverría | Ruth Dreifuss    | 2005             |
| 2013                                  | Roberto Avendaño Sancho       | Geschäftsträger                         | Laura Chinchilla                  | Ueli Maurer      |                  |